# 陽剛芋螺
陽剛芋螺（学名：Conus circumcisus）为芋螺科芋螺屬下的一个种。